# Rood-blauwe stoel
De Rood-blauwe stoel, ook Rietveldstoel genoemd, werd omstreeks 1918-1923 ontworpen door meubelmaker en architect Gerrit Rietveld. Vandaag de dag geldt de stoel, naast het Rietveld Schröderhuis, de asymmetrische composities van Mondriaan uit de jaren 20 en Café De Unie, als een schoolvoorbeeld van kunstbeweging De Stijl.

## Constructie
Rietveld reduceerde in dit ontwerp de traditionele armstoel tot 13 beukenhouten latten met een vierkant profiel, twee beukenhouten latten met een rechthoekig profiel en twee rechthoekige, triplex panelen. Voor de latten kan, op aanwijzing van Rietveld zelf, echter ook een andere niet-splijtbare houtsoort gebruikt worden. De latten worden, volgens een ongedateerde werktekening van zijn hand, met 16 ronde, beuken pennen op elk raakvlak aan elkaar bevestigd, en ‘de rug en zitting worden op de latten gespijkerd’. Hierdoor was de stoel eenvoudig met behulp van bijvoorbeeld een zaagmachine te produceren. Rietveld hoopte dat machinale productie enerzijds het werk van de arbeider zou verlichten en anderzijds kwalitatief goede producten (zoals zijn stoel) bereikbaar zouden maken voor een groter publiek. Dit idee leefde bij meer ontwerpers uit Rietvelds kringen, zo ontwierp architect Robert van 't Hoff, om niet alleen de opdrachtgever, maar ook de uitvoerder tot dienst te zijn, eenvoudiger te bouwen en makkelijker te onderhouden huizen.

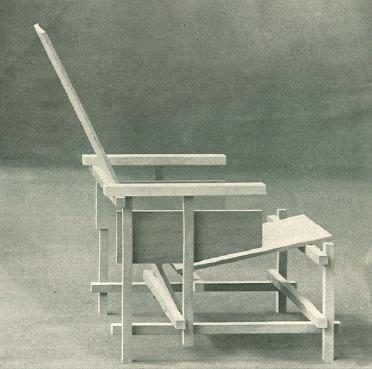
Onbeschilderde Rietveldstoel. Afgebeeld als Bijlage XXII in De Stijl, 2e jaargang, nummer 11 (september 1919).

## Ontwerp en typen
Over de datering van het eerste prototype van de stoel bestaat onder kunsthistorici onenigheid. Sommigen plaatsen hem in 1917, anderen volgen de aanwijzing van oud-Rietveld-medewerker Gerard van de Groenekan, die er stellig van overtuigd was dat hij in de zomer van 1918 is ontstaan. Uit onderzoek van de kunsthistorica en Rietveld-specialist Marijke Kuper kunnen we echter afleiden dat de stoel voor het eerst in 1919 is gemaakt.
Het eerste model is nog niet uitgevoerd in de kenmerkende kleuren rood en blauw, maar is onbeschilderd en van massief Beukenhout. Bovendien heeft het onder de armsteunen zijpanelen (zie afbeelding links). Het ongekleurde model van hiernaast is er niet meer maar er zijn meerdere andere versies van dit model bekend, onder andere in het Centraal Museum en het Victoria and Albert Museum in Londen.
Later maakte Rietveld een andere versie, zonder deze zijpanelen, om de stoel zowel visueel als fysiek lichter te maken. Zodoende had Rietveld de constructie van armstoel tot een minimum ‘gedeconstrueerd’ en waren alle onderdelen waaruit hij bestaat zichtbaar gemaakt. Ook deze stoel is onbeschilderd en donker. Hij is 87 cm hoog, 60 cm breed en 60 cm diep.
Het eerste (onbeschilderde) exemplaar van 1921 werd besteld door P.J. Schelling. In 1922 bestelde Dr. A.M. Hartog een exemplaar voor zijn, ook door Rietveld ontworpen, behandelkamer in Maarssen. Het exemplaar dat de Haagse avant-garde dichteres Til Brugman in 1923 bestelde voor haar, door Vilmos Huszár geschilderde muziekkamer, is geheel wit gebeitst. Dit exemplaar werd in mei 2007 bij Christie's in Amsterdam geveild voor € 264 000. Daarnaast zijn er nog bekend: een roze stoel, een zeegroene stoel (besteld door Charley Toorop) en een zwarte stoel met witte kopse kanten (besteld door Paul Citroen).
De kleuren rood, blauw, geel en zwart werden omstreeks 1923, kort voordat Rietveld het Rietveld-Schröderhuis ontwierp, onder invloed van werk van Piet Mondriaan, Vilmos Huszár en Theo van Doesburg, aan de stoel toegevoegd. In een ongedateerde werktekening van Rietveld, waarschijnlijk uit de jaren 30, die bewaard wordt in het Centraal Museum in Utrecht, geeft hij de definitieve afmetingen en kleuren van de stoel:
|                        |        | Maten in millimeters d=doorsnede van latten | Maten in millimeters d=doorsnede van latten | Maten in millimeters d=doorsnede van latten                                                 |
| Lat                    | aantal | doorsnede (mag enigszins afwijken)          | lengte                                      | gaten                                                                                       |
| ---------------------- | ------ | ------------------------------------------- | ------------------------------------------- | ------------------------------------------------------------------------------------------- |
| Armlegger              | 2      | 90×30                                       | 450                                         | onder: 245 en 75 van achter, in het midden onder: 75-d van achter, 15 vanaf de buitenkant   |
| Achterpoot             | 2      | 30×30                                       | 470                                         | achter: d/2 van boven binnen:385 van boven boven in het kopse uiteinde                      |
| Armleggerstijl         | 2      | 30×30                                       | 430                                         | voor: 255 van boven achter:385-d van boven binnen 385 van boven boven in het kopse uiteinde |
| Zijregel               | 2      | 30×30                                       | 660                                         | buiten: 45, 215 en 615 van achter van boven naar beneden: 215-d en 615-d van achter         |
| Voorpoot               | 2      | 30×30                                       | 330                                         | achter: 45 en 245-d van boven binnen: 245 van boven                                         |
| Dwarsregel voor boven  | 1      | 30×30                                       | 600                                         | voor: 45 van links, 45 van rechts                                                           |
| Wig onder zitplank     | 1 of 2 | 10×30 (driehoekige doorsnede)               | 345                                         |                                                                                             |
| Dwarsregel voor onder  | 1      | 30×30                                       | 600                                         | voor: 45 van links en van rechts onder:45+d van links en van rechts                         |
| Dwarsregel middenonder | 1      | 30×30                                       | 600                                         | voor: 45 van links en van rechts onder:45+d van links en van rechts                         |
| Dwarsregel middenboven | 1      | 30×30                                       | 600                                         | achter: 45 van links en van rechts                                                          |
| Dwarsregel achter      | 1      | 30×30                                       | 660                                         | boven: 45 van links en van rechts voor: 75 van links en van rechts                          |
| Zitplank               | 1      | 10                                          | 450×345                                     |                                                                                             |
| Rugplank               | 1      | 10                                          | 880×320                                     |                                                                                             |

‘alle latten van 3 × 3 cm zwart gebeitst met gele kopeinden’, de armleggers (45 × 9 × 3 cm) ‘zwart gebeitst’ en ‘kopeinde chromaat geel’, de rugplank (88 × 32 cm, 1 cm dik) ‘vermiljoen rood, ook dikke kanten’ en de zittingplank (45 × 34,5 cm, 1 cm dik) ‘ultramarijnblauw, ook dikke kanten’. Van deze definitieve Roodblauwe stoel bevindt zich één exemplaar, uit ca. 1923, in het Stedelijk Museum in Amsterdam en één, uit ca. 1925, in het Centraal Museum in Utrecht.

## Uitvoering
Op een door Rietveld zelf geschetste prijslijst uit omstreeks 1923 staan twee schematische tekeningen van de stoel in rood, blauw en zwart. Volgens deze lijst bestond er een 'goedkoope uitvoering' van 15 gulden en een 'fyner uitvoering' van 22 gulden 50. De goedkopere uitvoering werd geproduceerd door de firma C. van 't Hullenaar in Utrecht; de duurdere door Rietveld en zijn assistent Gerard van de Groenekan zelf en was te koop bij kunsthandel Gerbrands, eveneens in Utrecht. Deze handgemaakte exemplaren verschillen door de jaren aanzienlijk van afmeting.
In 1971 verkochten de erfgenamen Rietveld de rechten van de stoel aan de Italiaanse firma Cassina, die in 1972 de productie van de stoel hernam. Door de machinale productie hebben de stoelen afkomstig uit deze firma allemaal dezelfde afmetingen.
Kasper Jansen stelde het volgende overzicht samen op grond van de maatverhoudingen (in mm) van de verschillende bekende Roodblauwe stoelen:
| naam                    | periode         | profiel latten | armleggers    | zittingplank | rugplank  | breedte | lengte dwarslatten |
| ----------------------- | --------------- | -------------- | ------------- | ------------ | --------- | ------- | ------------------ |
| Piet Elling             | Circa 1920      | 25 × 25        | 450 × 50 × 25 | 340 × 450    | 343 × 900 | 652     | 603                |
| Piet Elling             | Circa 1920      | 25 × 25        | 450 × 50 × 25 | 354 × 450    | 450 × 718 | 650     | 605                |
| Bart van der Leck       |                 | 26 × 26        | 450 × 80 × 26 | 320 × 453    | 320 × 878 | 654     | 600                |
| Purperhart              |                 | 25 × 25        | 450 × 57 × 25 | 330 × 450    | 330 × 900 | 603     | 604                |
| Gerard van de Groenekan | Circa 1923-1925 | 29 × 29        | 450 × 80 × 29 | 360 × 460    | 330 × 880 | 660     | 600                |
| Roodblauw               | Na 1927         | 29 × 29        | 450 × 90 × 29 | 360 × 450    | 330 × 879 | 659     | 600                |
| Baroni                  |                 | 25 × 25        | 450 × 80 × 25 | 360 × 460    | 330 × 870 | 650     | 600                |
| Gerrit Rietveld         | Na 1932         | 30 × 30        | 450 × 90 × 30 | 345 × 450    | 320 × 880 | 660     | 600                |
| Cassina                 | 1972-heden      | 29 × 29        | 455 × 85 × 29 | 400 × 462    | 344 × 898 | 655     | 600                |

## De Stijl

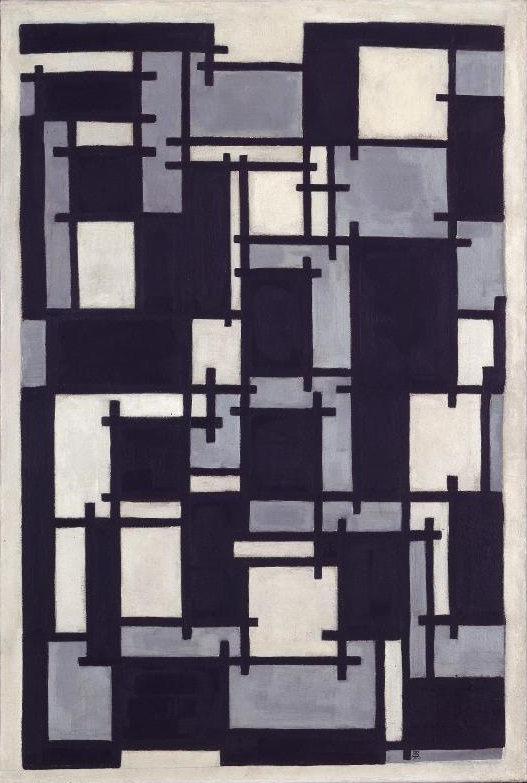
Theo van Doesburg. Compositie X. Olieverf op doek. 64 × 43 cm. Parijs, Centre Pompidou.

De stoel is nu hét icoon van De Stijl, hoewel Rietveld hem ontwierp toen hij nog geen lid van deze kunstbeweging was. De opname van Rietveld in De Stijl is te danken aan Robert van 't Hoff, die hem 1919 aanraadde de hierboven afgebeelde foto van zijn stoel op te sturen naar hoofdredacteur van De Stijl, Theo van Doesburg. Deze was direct enthousiast en publiceerde hem van commentaar voorzien in september 1919 in zijn tijdschrift als een voorbeeld van "abstract-reële beeldhouwkunst in het nieuwe interieur". Paul Overy wijst op het feit dat een eerder door Van Doesburg gemaakt schilderij, Compositie X (zie afbeelding hiernaast), met zijn kruisende lijnen en zwarte en grijze vlakken, veel overeenkomsten vertoont, zij het in twee dimensies, met Rietvelds stoel.

## Betekenis
Rietvelds Rood-blauwe stoel wordt door onder meer de kunsthistoricus Siegfried Giedion gezien als compleet nieuw. Latere kunsthistorici zijn echter van mening dat de stoel vergelijkbaar is met eerder werk van Frank Lloyd Wright, Hendrik Petrus Berlage, Piet Klaarhamer en anderen. Rietveld werd immers door J.N. Verloop, die in 1914 Robert van 't Hoff opdracht gaf een bungalow in Huis ter Heide te ontwerpen, gevraagd kopieën van Wrights meubels te maken. Dit was echter nadat hij zijn Rood-blauwe stoel had ontworpen. Een andere kunsthistoricus, Frampton, vindt dat de Rietvelds vroege werk kenmerkende kruisende steunen (de zogenaamde Cartesiaanse knoop) ‘een open architectonisch effect tonen en apert vrij zijn van invloeden van Wright’.

## Documentaire
- De stoel van Rietveld. Uitgezonden door AVRO's Close Up op 19-3-2011. Zie: www.uitzendinggemist.nl. Ook verschenen op dvd, zie bij Literatuur.